# Делатор, Георг
Георг (Юрий) Делатор (нем. Georg Delator) — немецкий дипломат, посол от императора Священной Римской империи Максимилиана, к великому князю Московскому Иоанну Васильевичу III.
Делатор прибыл в Москву вместе с вернувшимся русским послом Юрием Дмитриевичем Траханиотом в июле 1490 года для заключения союза между обоими государями против польского короля Казимира IV. Оба правителя, как Иоанн III, желавший завоевать южную Литовскую Россию, так и Максимилиан, намеревавшийся овладеть Венгрией, видели в Казимире общего врага. Будучи в Москве, в числе подарков преподнёс великой княгине Софье Фоминичне «птицу попагал (попугай) и сукно серо».
Для успешного завершения своей миссии, Делатор объявил желание императора Священной Римской империи жениться на дочери Иоанна и хотел видеть невесту и узнать цену её приданого. В этом ему отказали, и так как Иоанн требовал заверительной записи, что дочь его будет иметь церковь и православных священников, на что посол не был уполномочен, то о браке перестали говорить, однако союз был заключён.
Пожалованный Иоанном в золотоносцы (Делатор получил золотую цепь с крестом, горностаевую шубу и серебряные остроги, или шпоры, как бы в знак рыцарского достоинства), Делатор в августе того же года выехал из Москвы вместе с русскими послами Траханиотом и Василием Кулешиным.
В 1491 году Делатор вторично был послан в Москву, чтобы быть свидетелем клятвенного обещания великого князя Московского Иоанна Васильевича III исполнить заключённый договор. В то же время Делатор старался оправдать помолвку Максимилиана с принцессой Бретонской и ходатайствовал перед Иоанном за Швецию. На этот раз Делатор пробыл в Москве около пяти месяцев.